# Glenelg Brochs
De Glenelg Brochs zijn twee brochs langs de westkust van Schotland, vlak bij de plaats Glenelg in de regio Highland. Glenelg was in het verleden van strategisch belang, doordat bij deze plaats het eiland Skye het dichtst tegen de kust van het vasteland van Schotland ligt.
De namen van de brochs zijn Dun Telve en Dun Troddan. Deze twee brochs zijn bekend, omdat ze tot de meest intacte brochs van Schotland behoren. Alleen Mousa Broch op Shetland is beter bewaard gebleven. Dun Carloway op de Buiten-Hebriden is in vergelijkbare staat met de twee Glenelg Brochs.

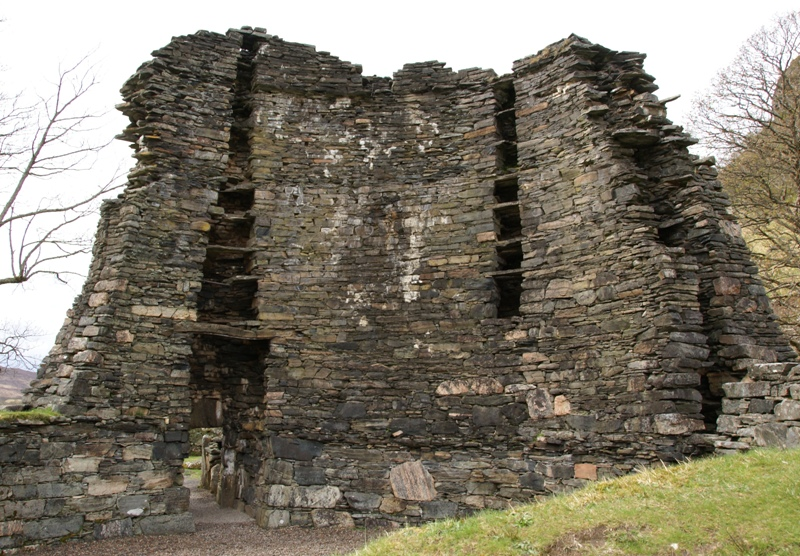
Dun Telve.

Voor archeologen zijn deze twee brochs belangrijk vanwege een aantal punten. Zo geeft de huidige hoogte van de brochs (in het geval van Dun Telve iets meer dan tien meter) weer dat brochs in het verleden soms hoog zijn geweest. Men weet echter niet of deze brochs hierin een uitzondering waren. Verder is de bouwtechniek goed te bestuderen. Deze is de droge steen techniek, waarbij natuursteen gebruikt werd zonder bindmiddelen zoals klei of cement. Ook zijn er nog een aantal vraagstukken die niet definitief opgelost zijn. Het betreft onder andere vragen over hoe het dak bevestigd was, het nut van de dubbele muren en het nut van de verticale reeks openingen die in de binnenste muur te vinden zijn.
Ten oosten van de Glenelg Brochs ligt een galleried dun, namelijk Dun Grugaig. De relatie met de brochs is onduidelijk.

## Beheer
De Glenelg Brochs worden beheerd door Historic Environment Scotland.